# Animisme celtique
Selon les sources classiques,,,,, les Celtes de l'antiquité étaient animistes. Ils honoraient les forces de la nature et considéraient le monde comme habité par de nombreux esprits et voyaient le Divin se manifester dans des aspects du monde naturel.

## La Terre sacrée
Les Celtes du monde antique croyaient que de nombreux esprits et êtres divins habitaient le monde qui les entourait et que les humains pouvaient établir une relation avec eux. Les archives archéologiques et littéraires soulignent que la pratique rituelle dans les sociétés celtes ne faisait pas de distinction claire entre le sacré et le profane. Les offrandes, les postures et les rituels corrects maintenaient un équilibre entre les dieux, les esprits et les humains et profitaient des forces surnaturelles au profit de la communauté.
La religion des celtes imaginait la présence du surnaturel comme faisant partie intégrante du monde matériel et s'y mêlant. Chaque montagne, rivière, source, marais, arbre et affleurement rocheux étaient inspirés. Alors que les cultures polythéistes de la Grèce et de la Rome antiques étaient centrées autour de la vie urbaine, la société celtique antique était essentiellement rurale. Le lien étroit avec le monde naturel se reflète dans ce que nous savons des systèmes religieux de l'Europe celtique à la fin du Ier millénaire avant notre ère et au début du Ier millénaire. Comme dans de nombreux systèmes polythéistes, les esprits locaux honorés étaient à la fois ceux des paysages sauvages et ceux cultivés par les habitants. Comme l'a observé Anne Ross :  « ... les types de dieux, par opposition aux divinités gauloises universelles individuelles, sont à rechercher comme une caractéristique importante de la religion des Gaulois... et les preuves épigraphiques soutiennent fortement cette conclusion. » Les esprits vénérés par les celtes sont considérés par certains auteurs comme des dieux, la liste des divinités celtiques dérivées des inscriptions locales peut parfois être assez longue.
Les anciens Celtes honoraient les esprits qui habitaient les montagnes, les forêts et les sources locales. Certains animaux étaient considérés comme des messagers des esprits ou des dieux. Dans les enceintes mortuaires, la terre et les eaux qui recevaient les morts étaient imprégnées de sainteté et vénérées par leurs descendants vivants. Les sanctuaires étaient des espaces sacrés séparés du monde ordinaire, souvent dans des lieux naturels tels que des sources, des bosquets sacrés ou des lacs. De nombreux éléments topographiques étaient honorés en tant que demeures d'esprits ou de divinités puissantes, et certaines contrées géographiques étaient nommés en fonction de divinités tutélaires. Des offrandes de bijoux, d'armes ou de denrées alimentaires étaient déposées dans des fosses d'offrandes ou dans des plans d'eau dédiés à ces êtres. Ces offrandes reliaient le donateur au lieu et aux esprits de manière concrète.

## Honorer les eaux
Les esprits des lieux aquatiques étaient honorés en tant que donneurs de vie et en tant que liens entre le monde physique et l'autre monde. Sequana, par exemple, semble avoir incarné la Seine à sa source. Sulis semble n'avoir été qu'une seule et même entité pour la source chaude de Bath, Somerset,(En latin Aquae Sulis) et pas simplement son gardien ou son possesseur.

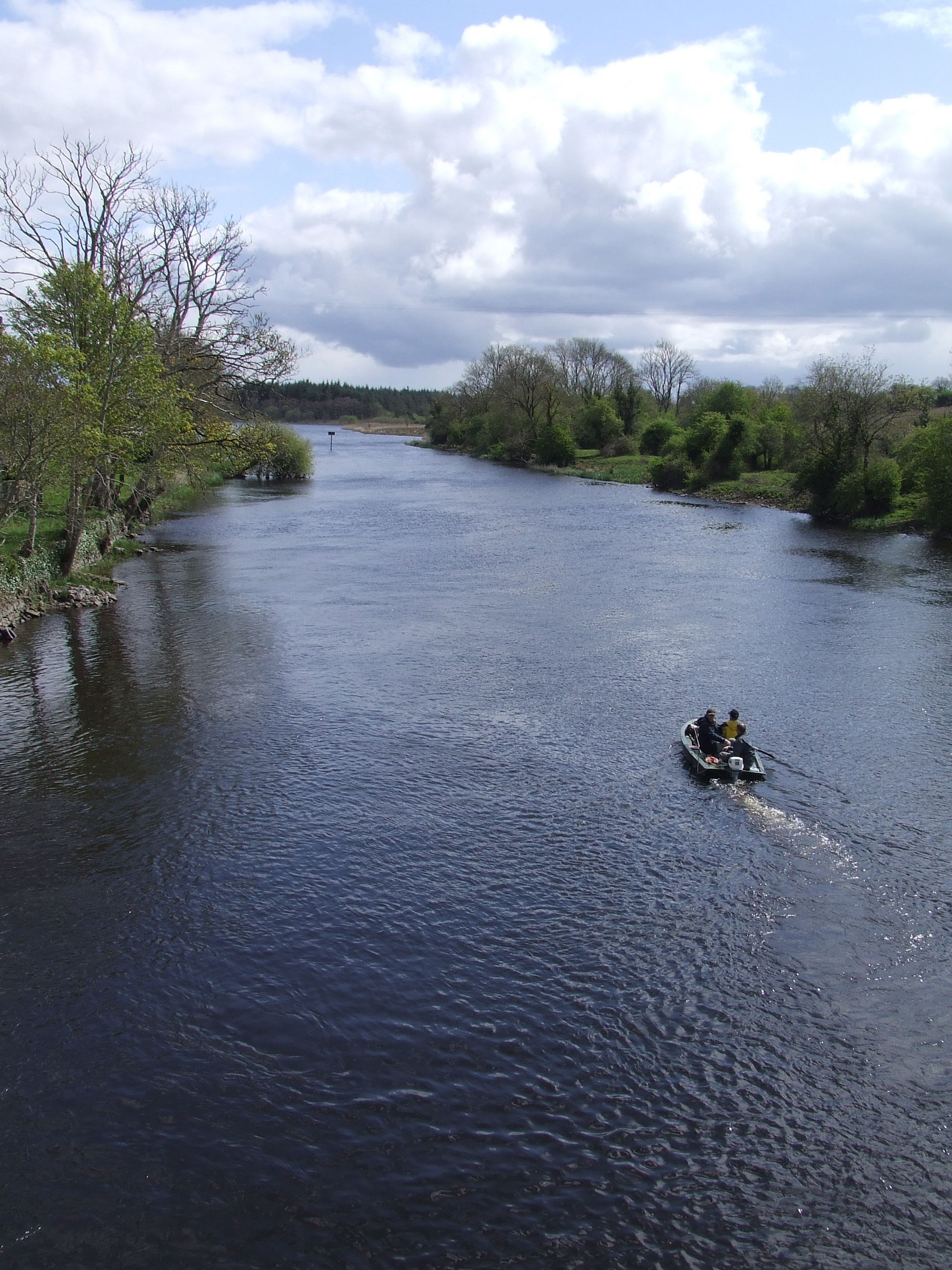
La rivière Shannon, (Irlandais : Abhainn na Sionainne) Comté de Leitrim, Irlande

En Irlande, les déesses tutélaires Boann et Sionnan donnent leurs noms aux rivières Boyne et Shannon, et les histoires de ces déesses sont celles d'origine des rivières elles-mêmes. La triple déesse Brighid est associée à un certain nombre de puits sacrés et la Morrígan est relié à la rivière Unius.
Il existe de nombreuses preuves de la vénération de l'eau par les Celtes et même par leurs ancêtres de l'âge du bronze. À l'âge du fer pré-romain (Ve – Ier siècles av. J.-C.), les lacs, les rivières, les sources et les tourbières recevaient des offrandes spéciales de métaux, d'objets en bois, d'animaux et, parfois, d'êtres humains. À l'époque romaine, les noms de certaines divinités de l'eau étaient consignés dans des inscriptions ou figuraient dans des textes contemporains. L'ancien nom de la Marne était Dea Matrona (déesse matrone) ; la Seine était Sequana ; la Severn, Sabrina ; le Wharfe, Verbeia ; la Saône, Souconna ; il y en a d'innombrables autres.
Les sources naturelles étaient les foyers des cultes de guérison : Sulis était adorée comme guérisseuse à Aquae Sulis de même pour la déesse Arnemetia à Aquae Arnemetiae. Nemausus, par exemple, n'était pas seulement le nom gaulois de la ville de Nîmes mais aussi celui de son dieu régent du printemps, il avait un ensemble de trois homologues féminins, les Nemausicae. Dans la même région, la ville de Glanum possédait un dieu appelé Glanis : sur un autel d'une source sacrée est inscrit à Glanis et aux Glanicae .

## Esprits du temps et des cieux

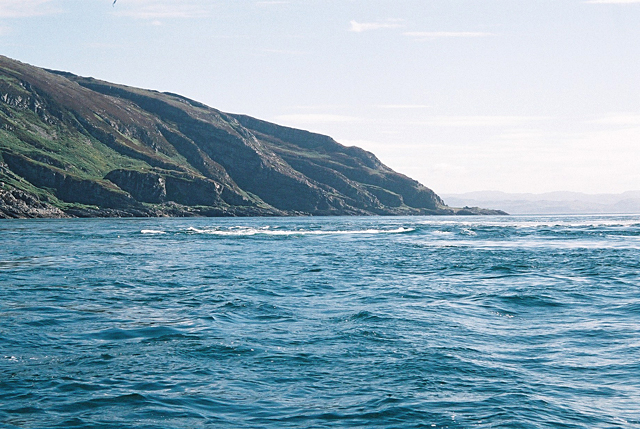
Le bain à remous Corryvreckan (gaélique écossais : Coire Bhreacain - 'chaudron du plaid') bassin du Cailleach

Les modèles et les phénomènes météorologiques, en particulier le vent, la pluie et le tonnerre, étaient reconnus comme inspirés et propices. Les dédicaces et l'iconographie de l'époque romaine montrent que ces esprits étaient des personnifications des forces naturelles. Le nom de Taranis indique non pas qu'il était le dieu du tonnerre mais qu'il était réellement le tonnerre. Les preuves archéologiques suggèrent que le tonnerre était perçu comme particulièrement puissant. Des inscriptions à Taranis le « Tonnerre » ont été trouvées en Grande-Bretagne, en Gaule, en Allemagne et dans l'ex-Yougoslavie, le poète romain Lucan le mentionne comme un dieu sauvage qui exigeait des sacrifices humains.
Dans les terres celtiques insulaires, Lugh est considéré comme un dieu des tempêtes, tout comme les Cailleachan - des sorcières écossaises, - et la Cailleach également, qui apporte les premières neiges d'hiver sur la terre, lavant ainsi son grand plaid (gaélique : féileadh mòr) dans le Détroit de Corryvreckan. On dit que ce processus dure trois jours, au cours desquels le rugissement de la tempête à venir est entendu jusqu'à 20 milles (32,18688 km) à l'intérieur des terres. Lorsqu'elle a terminé, son plaid est d'un blanc pur et la neige recouvre la terre.
Dès le début de l'âge du bronze, les populations de la majeure partie de l'Europe tempérée utilisaient la roue à rayons pour représenter Taranis. Les Romains ont importé leur propre dieu céleste, Jupiter, sur les terres celtiques continentales par le biais de l'interpretatio Romana, et son imagerie a été fusionnée avec celle d'une divinité autochtone pour produire une divinité céleste hybride qui ressemblait au dieu romain mais qui avait des attributs solaires supplémentaires. Des autels décorés de roues ont été installés par les soldats romains stationnés au mur d'Hadrien, ainsi que par des suppléants à Cologne et à Nîmes.

## Arbres sacrés
Les Celtes croyaient que les arbres avaient des esprits et en vénéraient certains. Les plus sacrés d'Irlande étaient les bíles - de vieux arbres vénérables qui se trouvaient dans une zone centrale et étaient souvent le lieu social et cérémoniel pour les rencontres d'une tribu ou d'un village. Selon le Dindsenchas (l'histoire des lieux irlandais), les cinq bíles sacrés d'Irlande étaient le frêne de Tortu, le bole de Ross (un if), le chêne de Mugna et le frêne de Dathi. Ces arbres étaient associés aux cinq provinces irlandaises qui existaient alors.

## Les animaux comme présages et emblèmes
Chez les Celtes continentaux et insulaires, le comportement de certains animaux et oiseaux était observé pour en tirer des présages,et certains esprits étaient étroitement associés à des animaux particuliers. Les noms d'Artio, la déesse ourse, et d'Epona, la déesse équine, sont basés sur des mots celtiques désignant respectivement l'ours et le cheval. En Irlande, le Morrígan est associé aux corbeaux, aux loups et aux chevaux, entre autres créatures, et en Écosse, les animaux de Brighid englobent les serpents et le bétail.
On a observé que certaines créatures possédaient des qualités et des caractéristiques physiques et mentales particulières, ainsi que des modèles de comportement distinctifs. Un animal comme un cerf ou un cheval pouvait être admiré pour sa beauté, sa rapidité ou sa virilité. Les chiens étaient considérés comme des animaux au parfum vif, bons pour la chasse, la garde et la guérison.
Les cerfs (qui perdent leurs bois) suggèrent des cycles de croissance ; en Irlande ils sont consacrés à la déesse Flidais, tandis qu'en Ecosse ils sont gardés par les Cailleachan. Les serpents étaient considérés comme l'emblème d'une longue vie (peut-être éternelle), car ils étaient capables de muer et de se renouveler. Les castors étaient considérés comme d'habiles travailleurs du bois. Ainsi, l'inspiration et la reconnaissance de la nature essentielle d'une bête conduisaient facilement à la vénération de ces qualités et capacités que les humains ne possédaient pas du tout ou seulement partiellement.

## La chasse
Les divinités de la chasse, dont le rôle reconnaît l'importance économique des animaux et le rituel de la chasse mettent en évidence une relation différente à la nature. Les éléments animaux des divinités mi-humaines, mi- boisées, suggèrent que la forêt et ses habitants possédaient une qualité numineuse (la puissance agissante de la divinité) ainsi qu'une valeur économique.
Les dieux-chasseurs étaient vénérés par les Celtes continentaux, et il semble qu'ils aient souvent eu un rôle ambivalent de protecteur à la fois du chasseur et de la proie, un peu comme les fonctions de Diane et d'Artémis dans la mythologie classique. En Gaule, le chasseur de cerf armé représenté sur une image du temple du Donon dans les Vosges pose ses mains en signe de bénédiction sur les bois de son compagnon cerf. Le dieu-chasseur du Touget dans le Gers porte tendrement un lièvre dans ses bras. Arduinna, la déesse-sanglier éponyme des Ardennes, chevauche sa féroce proie, couteau en main, tandis que le dieu sanglier d'Euffigneix en Haute-Marne est représenté avec le dessin d'un sanglier aux poils dressés, enjambant son torse, ce qui résulte d’un amalgame entre la perception humaine animale de la divinité. Arawn de la mythologie galloise pourrait représenter les vestiges d'un dieu-chasseur similaire des forêts de Dyfed. De plus, dans la mythologie galloise, la chasse d'un cerf sacré conduit souvent les chasseurs dans l'autre monde.
Comme dans de nombreuses sociétés traditionnelles, la chasse était probablement entourée d'interdictions et de rituels. L'auteur grec Arrien, qui écrivait au IIe siècle apr. J.-C., affirmait que les Celtes ne partaient jamais à la chasse sans la bénédiction des dieux et qu'ils offraient des animaux domestiques aux puissances surnaturelles en réparation de leur vol de créatures sauvages dans le pays. La chasse elle-même était peut-être perçue comme une activité symbolique, mais aussi pratique, dans laquelle l'effusion de sang entraînait non seulement la mort de la bête mais aussi à l'alimentation et la reconstitution de la terre.